# Йонатан
Йонатан — біблійний герой, син ізраїльського царя Саула. Після того, як пастух Давид убив велетня Голіафа, Саул запросив хлопця до себе, де той познайомився з Йонатаном.
Невдовзі вони потоваришували і поклялися один одному у дружбі. На знак цього Йонатан подарував Давидові свій одяг, пояс, меч та лук. Саул почав заздрити Давиду, тому що побоювався його популярності серед народу і вирішив убити «народного героя». Кілька разів йому це майже вдавалося, але Йонатан постійно переховував Давида і вмовляв царя не шкодити невинній людині.

## Подвиг та провина
Першим військовим подвигом Йонатана було побиття філистимського гарнізону поблизу Геви. Ізраїльтяни, беззбройні і впали духом, здавалися перед филистимлянами зовсім безпорадними. У них майже не було озброєння (1 Цар. 13:19-22), так що деякі євреї, в крайньому розпачі залишивши свої оселі, пішли за Йордан у країну Гадову та Галаадську (1 Цар. 13:6-7). У цьому критичному становищі Йонатан зважився на сміливу спробу напасти на філистимський табір у Міхмасі лише з одним своїм зброєносцем (1Цар. 14). Не сказавши нікому про свій намір і твердо покладаючись на Божу допомогу, він разом зі зброєносцем переліз через ущелину, напав на передовий ворожий загін з такою раптовістю і успіхом, що всім ворожим військом опанував раптовий жах, який ще більше посилився внаслідок чудесної допомоги Божої (1Цар). Саул підійшов зі своїм військом на допомогу Йонатану, і в результаті відбулася повна перемога над ворогами Ізраїлю.
Під час битви, що тривала цілий день, сам Йонатан наразився на велику небезпеку, внаслідок необдуманого закляття Саула, накладеного ним на народ і військо - закляття не їсти їжі, доки филистимляни остаточно не будуть розбиті (1Цар. 14:24). Йонатан, не знаючи про це урочисте закляття і стомлений своїми військовими подвигами, скуштував кілька дикого меду, знайденого ним у лісі. Таким чином закляття було порушено, і гнів Божий не забарився виявитися (1Цар. 14:37). Саул, бажаючи дізнатися про причину, урочисто оголосив негайно смертну кару над тим, хто згрішив, хоча б це був його власний син, Йонатан. Кинули жереб, і впав жереб на Йонатана. І сказав Саул Йонатанові: Розкажи мені, що ти зробив? І сказав йому Йонатан: «Я справді скуштував кінцем кия, що був у руці моїй, трохи меду. Ось я помру за це!» (1Цар 14:43). Але вдячний народ врятував Йонатана від неминучої смерті. Він повстав як один чоловік проти оголошеного царем над Йонатаном смертного вироку, - «і звільнив народ Йонатана, і він не помер» (1Цар. 14:45).

## Дружба із Давидом

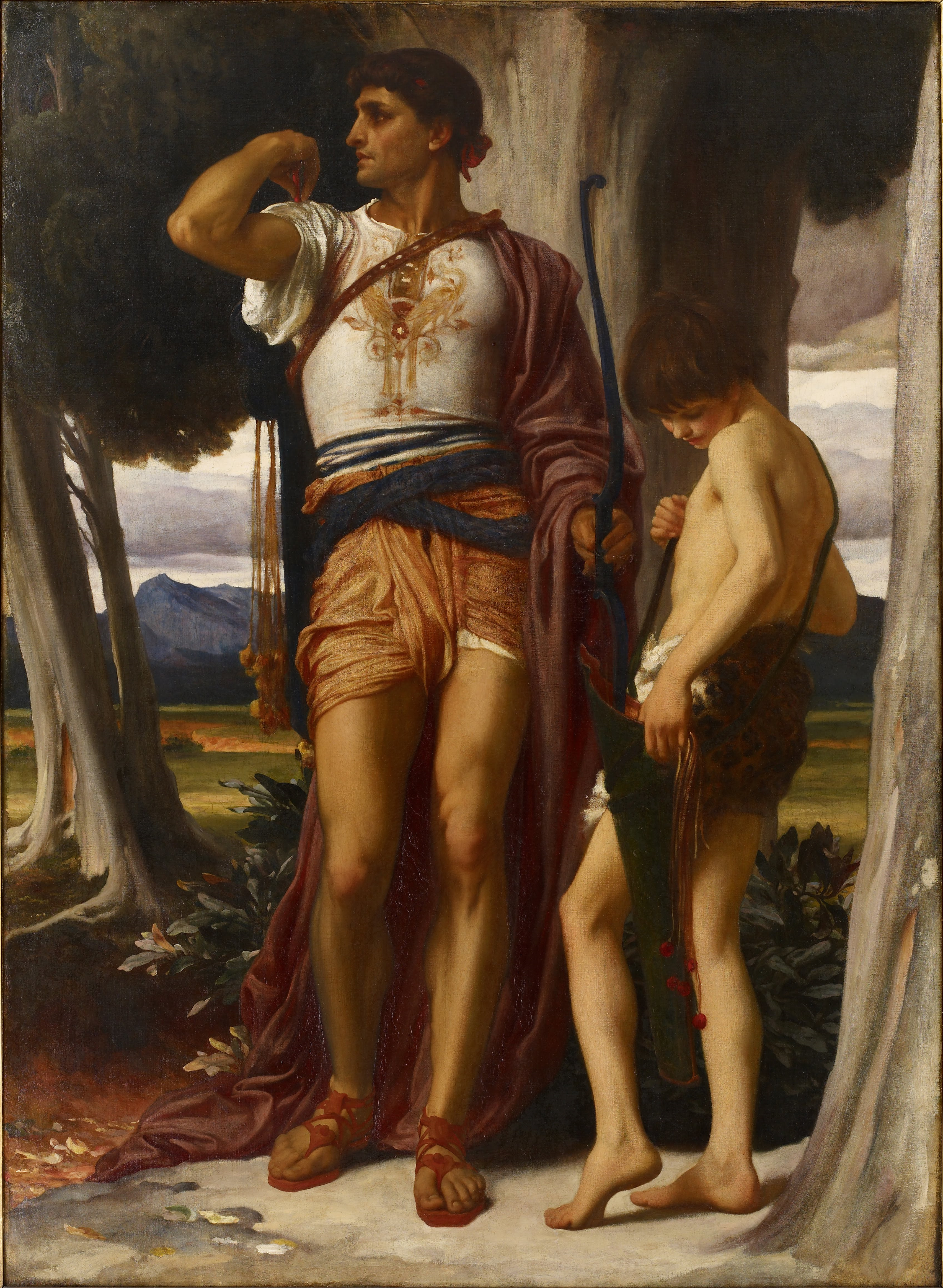
Знак Йонатана для Давида біля Хорешу (1Сам 20:35), Фредерік Лейтон ~1868

Історія дружби Йонатана та Давида розпочинається з аудієнції у царя Саула з нагоди перемоги над Голіятом (Голіафом): «І сталося, як скінчив він [Давид] говорити до Саула, то Йонатанова душа зв'язалася з душею Давидовою, і полюбив його Йонатан, як душу свою.» (1 Сам 18:1). Стосунки між Давидом і Йонатаном викликають багато тлумачень, зокрема близькосхідний вчений Сайрусом Х. Гордоном зазначив випадок у Книзі Яшара, уривок із (2 Сам 1:26), у якому Давид «проголошує, що любов Йонатана була для нього солодша від любові жінки» як подібне до Порівняння Ахіллом Патрокла з дівчиною та кохання Гільгамеша до Енкіду «як до жінки».
Від Саула після конфлікту з первосвящеником Самуїлом відступив Господь, а дружба спадкоємця Йонатана з народним героєм Давидом, якого після ряду військових перемог прославляли більше за царя, надзвичайно непокоїть, через що виникає конфлікт: «І побачив Саул, і пізнав, що Господь із Давидом, а Мелхола, Саулова дочка, полюбила його. А Саул ще й далі боявся Давида. І Саул ненавидів Давида по всі дні.» (1Сам 20:28). 
Саул навіть намагався вбити Давида, бо «..злий дух від Господа був на Саулі...» (1Сам 19:9) кинувши в нього списа під час нападу параноїдальної люті. Йонатан декілька разів умовляв батька не кривдити Давида, запевняючи що той не замишляв зла: «І послухався Саул Йонатанового голосу. І Саул присягнув: Як живий Господь, не буде той убитий!» (1 Сам 19:6).
Остання зустріч між Йонатаном і Давидом відбулася в лісі Зіф біля Хорешу, під час чергового переслідування Саулом Давиду. Там двоє уклали завіт союзу перед Господом.

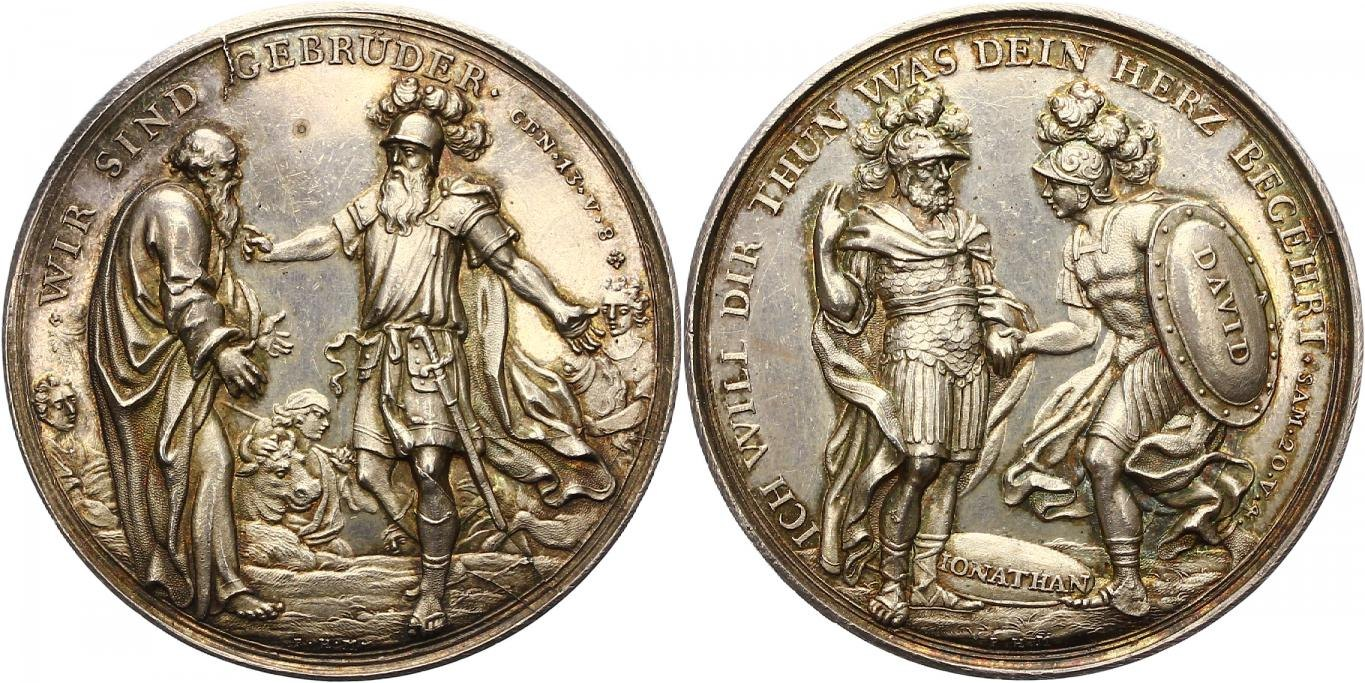
Медаль дружби. Сюжет: Давид и и Йонатан, Авраам та Лот (автор медалі Philipp_Heinrich_Müller_(Medailleur))

## Загибель та поховання
Разом з батьком Йонатан брав участь у битві на Гелвуйській горі, яка виявилася фатальною для дому Саула — сам цар і троє його синів загинули (1Цар. 31:2). Їхні тіла филистимляни повісили на стіні Бет-Сана, проте жителі Явіса зняли останки, а потім спалили їх (1Цар. 31:12). Через кілька років Давид розпорядився перенести кістки в родинну гробницю Кіса в місцевості Ціла (2Цар. 21:12-14).
Дізнавшись про загибель Саула та Йонатана, Давид висловив свою скорботу в пісні «І Давид заголосив за Саулом та за його сином Йонатаном такою жалобною піснею, та й сказав навчити Юдиних синів пісні про лука. Ось вона написана в книзі Праведного:» (1 Сам 1:17):
|  | О пишното Ізраїлева, побита із лука на згір'ях своїх, ой попадали лицарі! Не розказуйте в Ґаті про це, не сповіщайте на вулицях Ашкалону, щоб не тішилися филистимлянські дочки, щоб не раділи дочки необрізаних! Ґілбоавські гори, щоб на вас не було ні роси, ні дощу, ані поля для жертви принесення! Бо сплямлений там щит хоробрих, щит Саулів, як ніби оливою він не помазаний! Від крови забитих, від лою хоробрих не відривався був лук Йонатанів, і не вертався меч Саулів напорожньо! Саул та Йонатан, ці улюблені й милі за свойого життя, і в смерті своїй нерозлучні, прудкіші були від орлів та сильніші від левів! Дочки Ізраїлеві, за Саулом заплачте, що вас зодягав у багряницю з прикрасами, що оздоблював золотом вашу одежу! Ой, попадали лицарі посеред бою!... Йонатан на пагірках твоїх ось забитий! Скорблю по тобі, Йонатане, мій брате! Ти для мене був вельми улюблений, кохання твоє розкішніше для мене було від кохання жіночого! Ой, попадали лицарі, і загинула зброя військова!... |

Після Йонатана залишився п'ятирічний син, Мемфивосфей (Мемфівошет), через якого рід Йонатанів тривав до часів Ездри (1Пар. 9:40).